# اولگ کولشوف
اولگ کولشوف (روسی: Олег Михайлович Кулешов؛ زادهٔ ۱۵ آوریل ۱۹۷۴) بازیکن هندبال اهل روسیه است.